# Беккер, Оскар
Оскар Вильгельм Беккер (нем. Oskar Wilhelm Becker; 18 июня 1839, Одесса — 16 июля 1868, Александрия) получил известность, совершив покушение на короля Пруссии Вильгельма.

## Биография
Беккер родился в Одессе, где его отец, родом из Саксонии, занимал должность директора Ришельевского лицея. В 1859 году Беккер поступил в Лейпцигский университет, где изучал общественно-политические науки, математику и восточные языки. Оскар Беккер приходился родным братом Карлу Вольдемару Беккеру и тем самым дядей художнице Пауле Модерзон-Беккер.
Летом 1861 года Беккер принял решение убить короля Пруссии, который по его мнению являлся основной преградой в объединении Германии. С этой целью Беккер направился 12 июля в Баден-Баден, где в это время на лечении находился король Вильгельм. Утром 14 июля на Лихтенталер-аллее Оскар Беккер разрядил в короля оба ствола своего карманного пистолета-терцероля. Король отделался незначительным ушибом шеи.
Суд присяжных приговорил Беккера к 20 годам тюремного заключения, но в 1866 году король его помиловал. Выйдя из тюрьмы, Беккер отправился в Северную Америку, но в 1868 году вернулся в Европу и отправился уже на восток, где и умер в Александрии.